# Orde de Miquel el Valent
L'Orde de Miquel el Valent (romanès: Ordinul "Mihai Viteazul") és la màxima condecoració militar romanesa, creada pel Rei Ferran I el 26 de setembre de 1916 i atorgada a oficials pels excepcionals actes de valentia al camp de batalla.
L'Orde pot ser atorgada com a medalla individual o com a condecoració d'unitat, i va ser anomenada en honor de Miquel el Valent (Mihai Viteazul), un príncep de Valàquia del segle xvi.
Va ser creada durant les primeres etapes de la Campanya Romanesa durant la I Guerra Mundial, i durant la II Guerra Mundial s'atorgà en 3 models: 1916, 1941 (instituïda el 8 d'octubre de 1941) i 1944 (instituïda el 18 d'octubre de 1944).
El model 1944 intentava reemplaçar el model 1941, que havia estat atorgada als aliats alemanys mentre que Romania havia pertangut a l'Eix, per la qual cosa la distinció entre els vells i els nous aliats s'havia de fer patent d'alguna forma. Per tant, s'arribà a l'extrem en què van haver casos d'oficiales romanesos que reberen els models de 1941 y 1944, i fins i tot 3 casos que reberen la 3a classe del model 1944, després d'haver rebut la 2a classe del model 1941.
Actualment és atorgada pel President de Romania.

## Classes
S'atorga en 3 classes 
En total s'ha atorgat en 2.184 condecoracions: 
Durant la I Guerra Mundial: 

1a classe: 16
2a classe: 12
3a classe: 336 (43 col·lectives)
Durant la II Guerra Mundial: 

1a classe: 15
2a classe: 76 (13 col·lectives)
3a classe: 1628 (118 col·lectives)

## Disseny
Una creu florejada daurada d'esmalt blau. Al centre de la creu hi ha una el monograma del rei Ferran I a l'anvers, y 1916 al revers. La medalla se suspèn del galó per mitjà d'una corona. La de 1a classe feia 60mm i es lluïa a l'esquerra del pit, la de 2a classe feia 28mm i es lluïa penjada del coll, i la de 3a classe feia 20mm i es lluïa penjada del pit.
Al model de 1941 apareixia el monograma de Miquel I i l'any 1941, i el monograma de Ferran I i el 1916 quedaven relegats al revers.
El 18 d'octubre de 1944 aparegué un nou model de la condecoració, amb 2 espases creuades.
El galó era grana, de 37mm d'ample, amb una franja de 3mm daurada als costats